# Eutettix grandis
Eutettix grandis är en insektsart som beskrevs av Hepner 1942. Eutettix grandis ingår i släktet Eutettix och familjen dvärgstritar. Inga underarter finns listade i Catalogue of Life.